# 玉門關 (南投縣)
23°57′49″N 120°53′23″E / 23.963666°N 120.889755°E
玉門關，臺灣南投縣旅遊景點，位於國姓鄉與埔里鎮交界。根據內政部發行的地圖，玉門關位在埔里鎮成功里境內。種瓜溪流經於兩塊巨石之間，此景宛如一道巨門關隘，因此取名自中國大陸的「玉門關」。這裡的峽谷地形造就出激流、水瀑，為遊客所吸引前往戲水、沖瀑，因而也被稱為「玉門關瀑布」。

## 簡介
發源自三角崙北麓的種瓜溪，一路流經埔里鎮成功里，在此遭遇堅硬的沉積砂岩地質，因而被迫縮減河道，首當其衝的沉積砂岩就成為佇立在河道兩旁的巨石，此景宛如一道巨門關隘，故得名「玉門關」。據傳，有位隨國民政府遷台的長者來到這裡便觸景思鄉，遠在中國大陸的故鄉也有玉門關，此景看似而得名。
種瓜溪從這兩塊巨石之間流過，往下游處不遠處已屬於國姓鄉南港村，這一河段的地形受到沉積砂岩的地質所限制，長約500公尺的河道，受到種瓜溪的河水經年累月不斷下切侵蝕，最終發育出一條狹窄的河道，形成了峽谷與瀑布的景觀。在河道兩旁的這些巨石因沉積砂岩富含鐵質，受到氧化而呈現金黃般色澤，並且有著肌理分明、岩塊表面光滑細緻的景象，發育出層層相疊般的豆腐岩。玉門關其間有平坦的河道佈滿卵石於溪底，還有深壑的溪谷所形成激流、水瀑，以及溪底湧出的火山泥，這些提供遊客前往戲水、沖瀑、溯溪、抹泥漿的一處景點。
夏季時節，為消暑解熱戲水，遊客便會前來玉門關戲水。由於這裡的地形造就出水域多激流、深潭，礙於沒有設置安全設施，在2006年8月間發生一個月二起溺水案件發生，加上位置處於埔里、國姓交界，地點偏遠且偏僻，使救難與送醫都不易。
投68線是玉門關唯一對外的交通，也是聯絡國姓北山坑與埔里草湳、桃米坑的鄉道，但受限於路寬平均不到5.5公尺，故南投縣政府於2013年2月公告禁行甲類、乙類的大客車，此舉引發當地居民反彈，由於沿線景點除了玉門關，還有另一處的草湳溼地，而且也是通往桃米生態村的路線之一，因此憂心會影響農村休閒產業與觀光景點的發展。

## 周邊景點
- 九份二山
- 草湳溼地
- 桃米生態村

## 外部連結
https://www.youtube.com/watch?v=MfgCSAGpkc8&t=71s （页面存档备份，存于）